# محمد أبو نبوت
مير محمد أغا، الذي اشتهر باسم محمد أبو نبوت هو متسلم مدينة يافا ولواء غزة بعد محمد أبو المرق بين سنتي 1807 و1819. ازدهرت في عهده مدينة يافا، التي لا تزال آثار المنشآت التي شيدها فيها باقية حتى اليوم.

## حياته
كان محمد أبو نبوت أحد مماليك أحمد باشا الجزار حين توفي عام 1804، وحينما عين سليمان باشا خلفًا للجزار، خدم أبو نبوت الوالي الجديد وأصبح من أعوانه المقربين.
في سنة 1807 جاءت الأوامر السلطانية إلى سليمان باشا بمحاربة محمد أبو المرق وإخراجه من يافا، فأمر سليمان باشا محمد أبو نبوت (أمين الجمرك في عكا آنذاك) بتنفيذ المهمة، فنفذها بنجاح، ليكافئه الوالي بتعيينه متسلمًا للواء غزة ويافا.
حارب أبو نبوت العربان الخارجين على القانون وحقق بعض النجاح في ذلك، وثار عليه سليمان الوحيدي، شيخ بدو صف القيسية، فاتفق أبو نبوت مع عثمان أبو غوش من زعماء اليمانية على محاربته، وقتلاه في كمين نُصب له قرب يافا ثم ألقيت جثته في البحر.
في سنة 1809 وصل إلى منطقة غزة عرب الهنادي من مصر، وكانوا يعملون على تأمين طريق الحجاج بين القاهرة والحجاز، فلما تعطل الحج بسبب الوهابيين، ضاق بهم العيش في الصحراء، فتوغلوا من سيناء إلى غزة، وحاول أبو نبوت صدهم، لكن قواته هزمت، ونجا بنفسه بأعجوبة فانسحب وأرسل في طلب النجدة من سليمان باشا، لكنه لم ينجده، فاضطر إلى السكوت عنهم والعودة إلى يافا.
وفي سنة 1813 نهب عرب الهنادي قافلة مصرية تحمل الكثير من الأموال والبضائع، فأثار ذلك حفيظة محمد علي باشا، فطلب من سليمان باشا العمل على القضاء عليهم ولكنه لم يستطع.

## أعماله وإنشاءاته

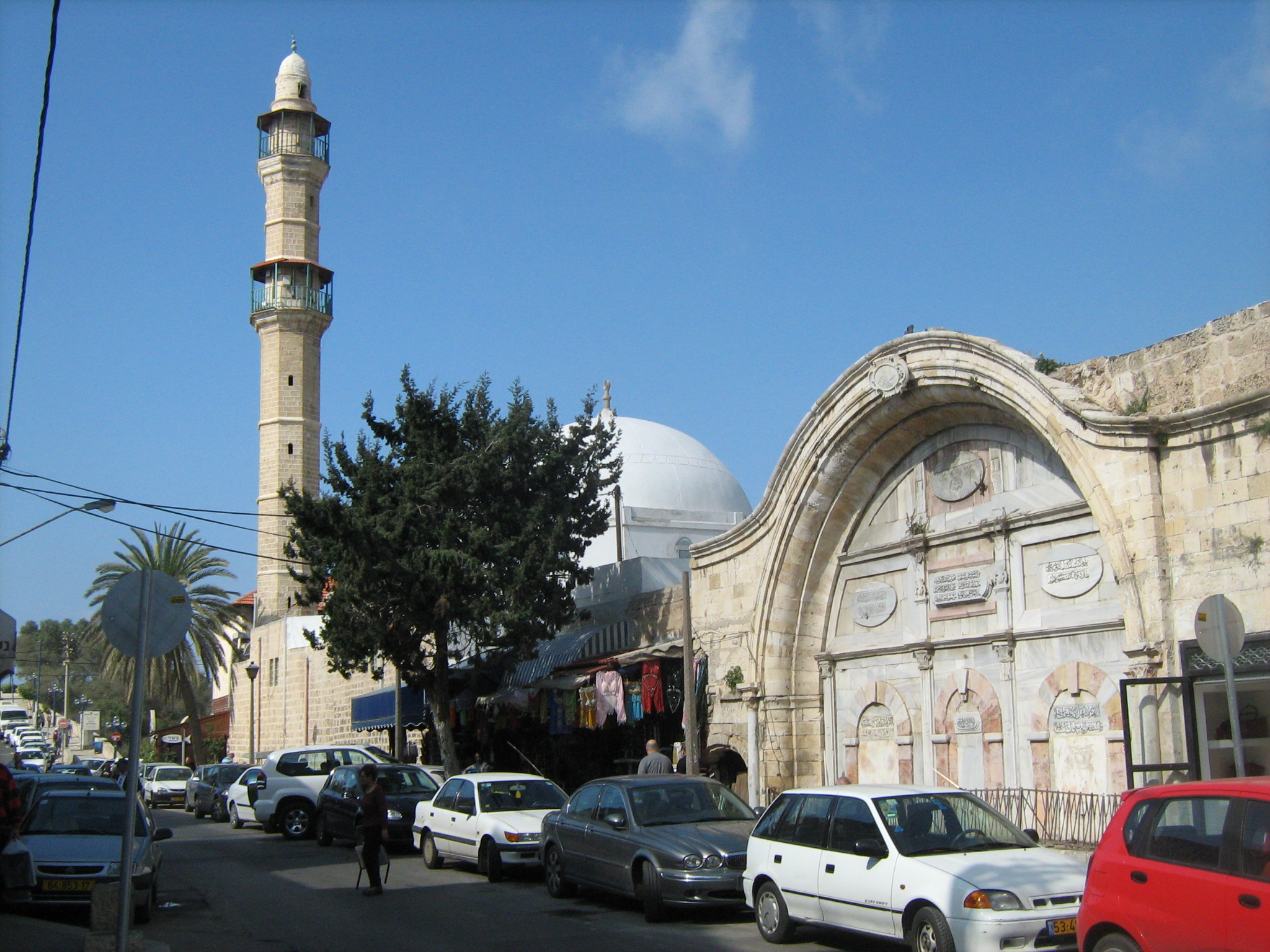
جامع يافا الكبير، أحد أعمال أبي نبوت الإنشائية الكبرى

في سنة 1810، عمّر أبو نبوت جامع يافا الكبير ـ الذي كان قد أنشأه محمد البيبي سنة 1735 ـ ووسعه وأضاف إلى منشآته، كما أنشأ إلى جانبه بئرًا وسبيلًا (ما زال يحمل اسم سبيل أبو نبوت  حتى اليوم)، وأوقف عليه بيوتًا وأراضي ودكاكين لتوفير الأموال للاستمرار في صيانته. وقد استجلب أبو نبوت الحجارة اللازمة للإنشاءات من قيسارية الجديدة الواقعة شمال يافا.
اهتم أبو نبوت أيضًا بتحصين المدينة فبنى حولها خندقًا، وقام ببناء المقبرة الإسلامية وسبيل الشفاء والمكتبة المحمودية التي ألحقت بالمسجد، كما أصلح الطواحين السبعة في المدينة وأصلح الأسواق. واهتم أبو نبوت بزراعة البرتقال، وهو أهم منتج للمدينة، واعتنى بتطوير الميناء فبنى مرسى للسفن وكاسرًا للأمواج وأنشأ أسطولًا من القوارب أو الفلوكات لنقل المحصول الزراعي إلى السفن الراسية في عرض البحر.

## وفاته
توفي محمد أبو نبوت سنة 1833، ودفن في يافا قرب السبيل المعروف باسمه (اندثر القبر بعد سنوات قليلة من قيام دولة إسرائيل). وقد أصدر محمد علي باشا أمرًا إلى ابنه إبراهيم، بأن يعين مبلغ ألف قرش شهريًا من خزينة الدولة لأرملة أبي نبوت.